# Temotuloto
Temotuloto est un îlot de Nukufetau, aux Tuvalu, à l’est de l’îlot Fale,.